# ФК Женис
 Тази статия е за футболния клуб, основан през 1964 г..  За футболния клуб, основан през 2009 г. вижте ФК Астана.  
ФК „Женис“ (на казахски: Жеңіс Футбол Клубы) е казахстански футболен клуб, основан през 1964 г. Носил е имената „Динамо“, „Целенник“, „Цесна“, „Астана“, „Женис“ и „Намис“.
Трикратен шампион на страната. 3 пъти носител на националната купа. Цветовете на отбора са синьо и жълто. В отбора са играли Константин Головской и Владимир Бесчастних.

## Предишни имена
| Години      | Име           |
| ----------- | ------------- |
| 1964 - 1975 | „Динамо“      |
| 1975 – 1994 | „Целинник“    |
| 1994 – 1996 | „Цесна“       |
| 1996 – 1997 | „Целинник“    |
| 1997 – 1999 | „Астана“      |
| 1999 – 2006 | „Женис“       |
| 2006– 2009  | „Астана“      |
| 2009 - 2010 | „Намыс“       |
| 2010 – 2011 | „Астана“      |
| 2011 - 2014 | „Астана-1964“ |
| от 2021 –   | „Женис“       |

## Успехи
СССР
- Зонален турнир клас „Б“ на СССР
  -  Бронзов медалист (1): 1966
- Зонален турнир на 2 лига на СССР
  -  Шампион (1): 1984
  -  Сребърен медалист (1): 1985
  -  Бронзов медалист (6): 1973, 1976, 1978, 1981, 1986, 1989
- Купа на Казахска ССР:
  -  Носител (2): 1968, 1986
  -  Финалист (2): 1973, 1985

 Казахстан
- Висша лига:
  -  Шампион (3): 2000, 2001, 2006
  -  Бронзов медалист (1): 2003
- Купа на Казахстан:
  -  Носител (3): 2000/01, 2002, 2005
  -  Финалист (2): 2001, 2006
- Купа на лигата:
  -  Носител (1): 2024

## Български футболисти
- Диан Генчев: 2007 - (10 мача - 0 гола)
- Атанас Курдов: 2014/15 - (25 мача - 6 гола)